# Oncourt
Oncourt est une ancienne commune française située dans le département des Vosges, en région Grand Est, devenue, le 1er janvier 2016, une commune déléguée de la commune nouvelle de Thaon-les-Vosges.
Ses habitants sont appelés les Onocurtiens.
Par arrêté préfectoral du 24 décembre 2015, la commune nouvelle de Capavenir-Vosges est créée par la fusion de Oncourt, Girmont et Thaon-les-Vosges, conformément aux délibérations des conseils municipaux, respectivement, du 14, 10 et 23 décembre 2015. Son siège est fixé à la mairie de Thaon-les-Vosges. Fin 2021, la commune nouvelle reprend le nom Thaon-les-Vosges.

## Géographie
Située à trois kilomètres à l'ouest de Thaon-les-Vosges et à 12 km au N-NO d'Épinal, Oncourt est traversée par l'Avière.

## Lieux et monuments
- Église Saint-Élophe

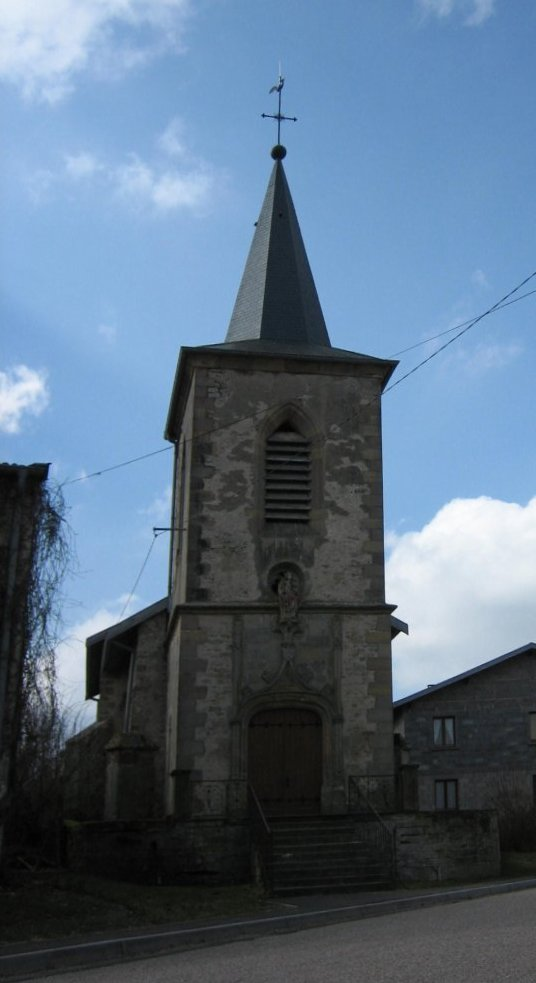
L'église Saint-Élophe.
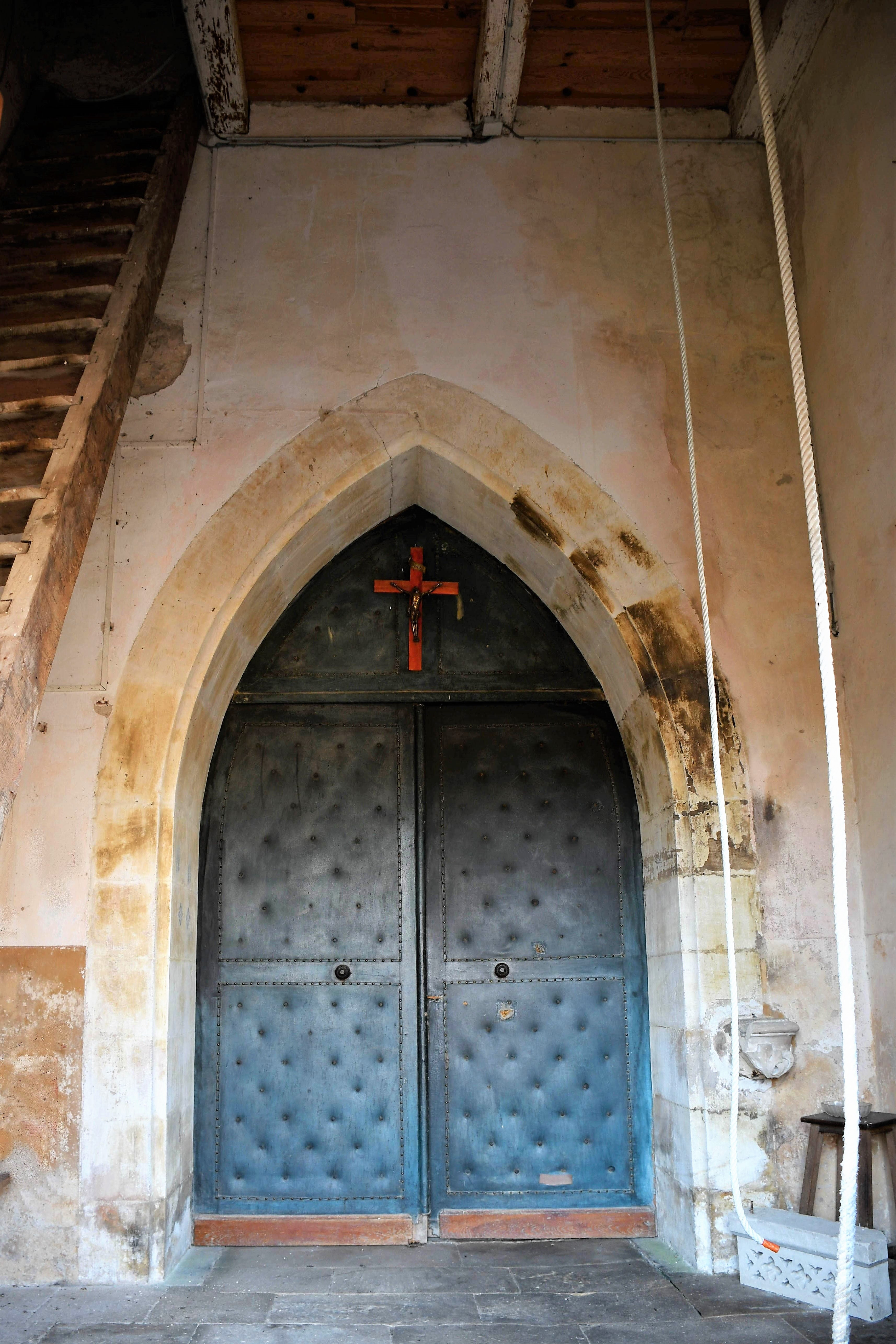
Entrée de l'église.
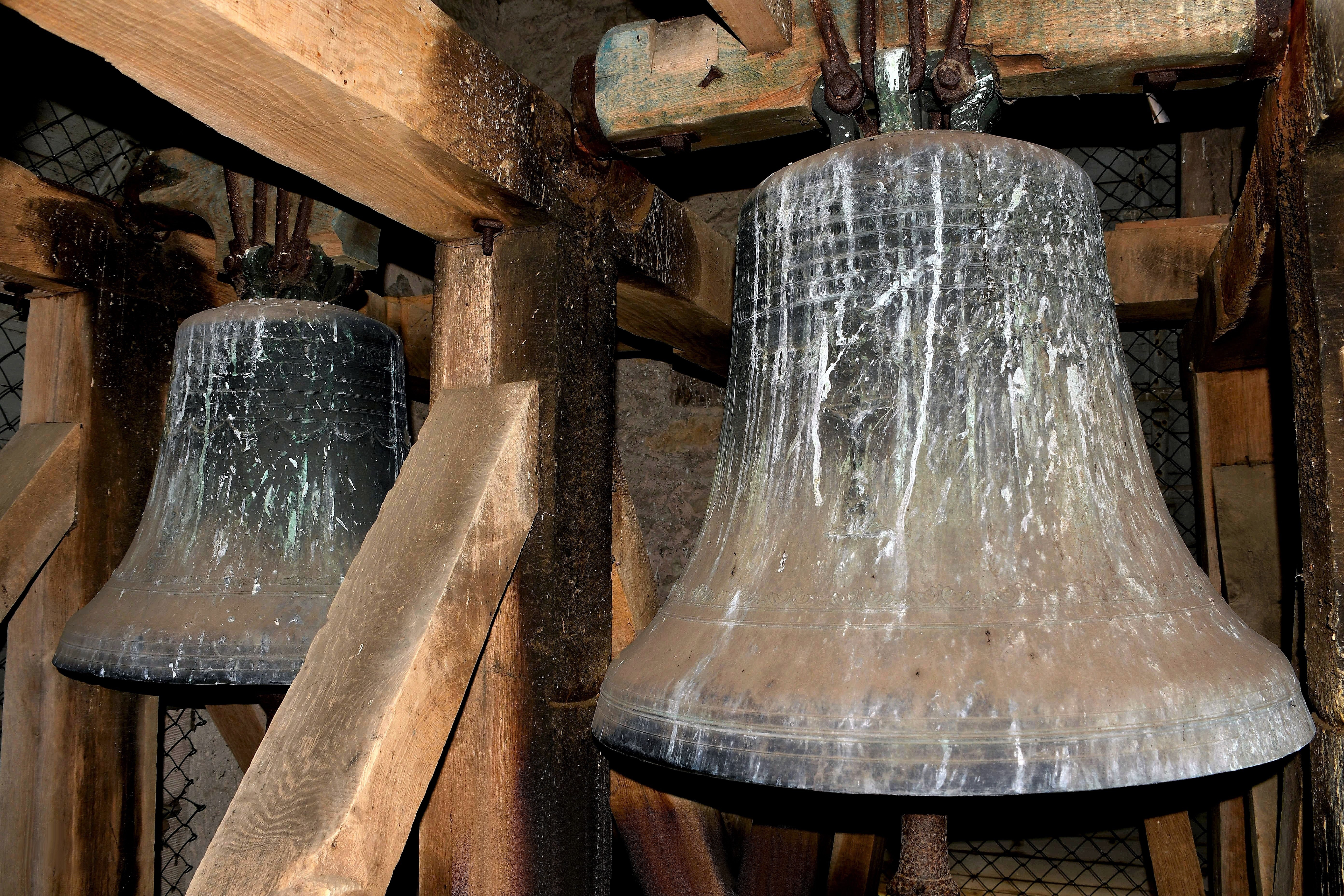
Cloches de l'église Saint-Élophe.
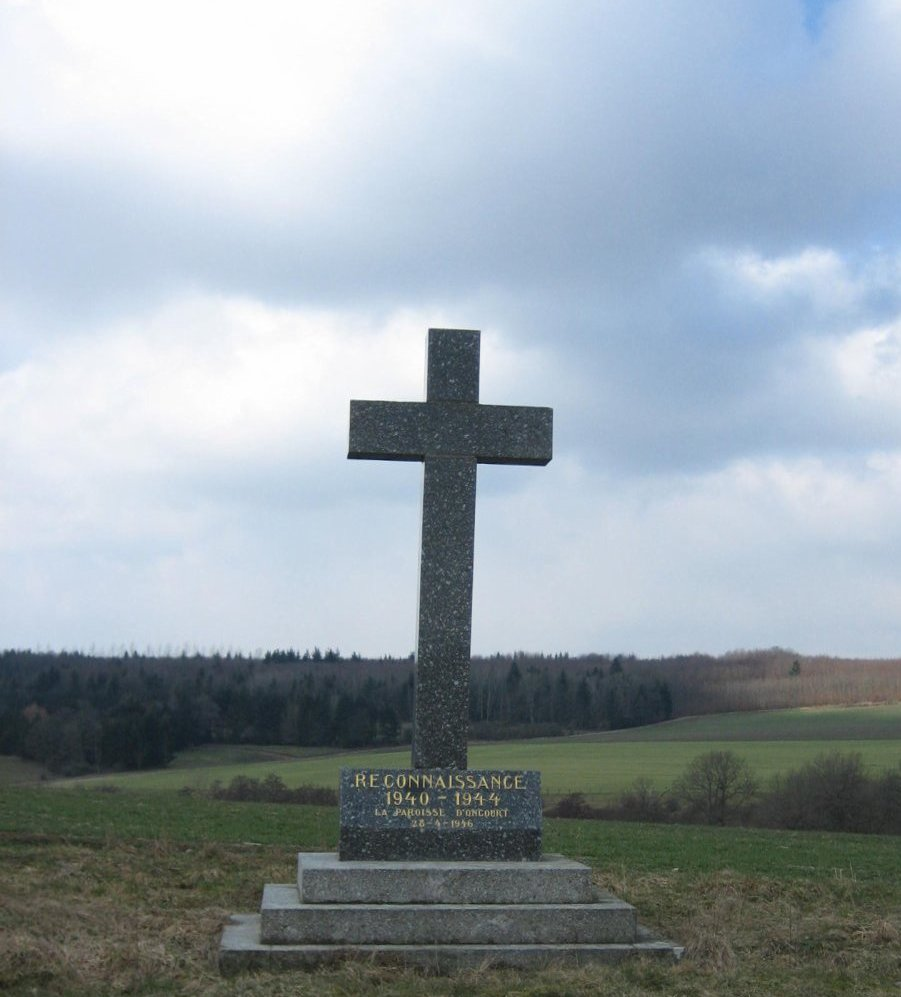
Monument 1940-1944.
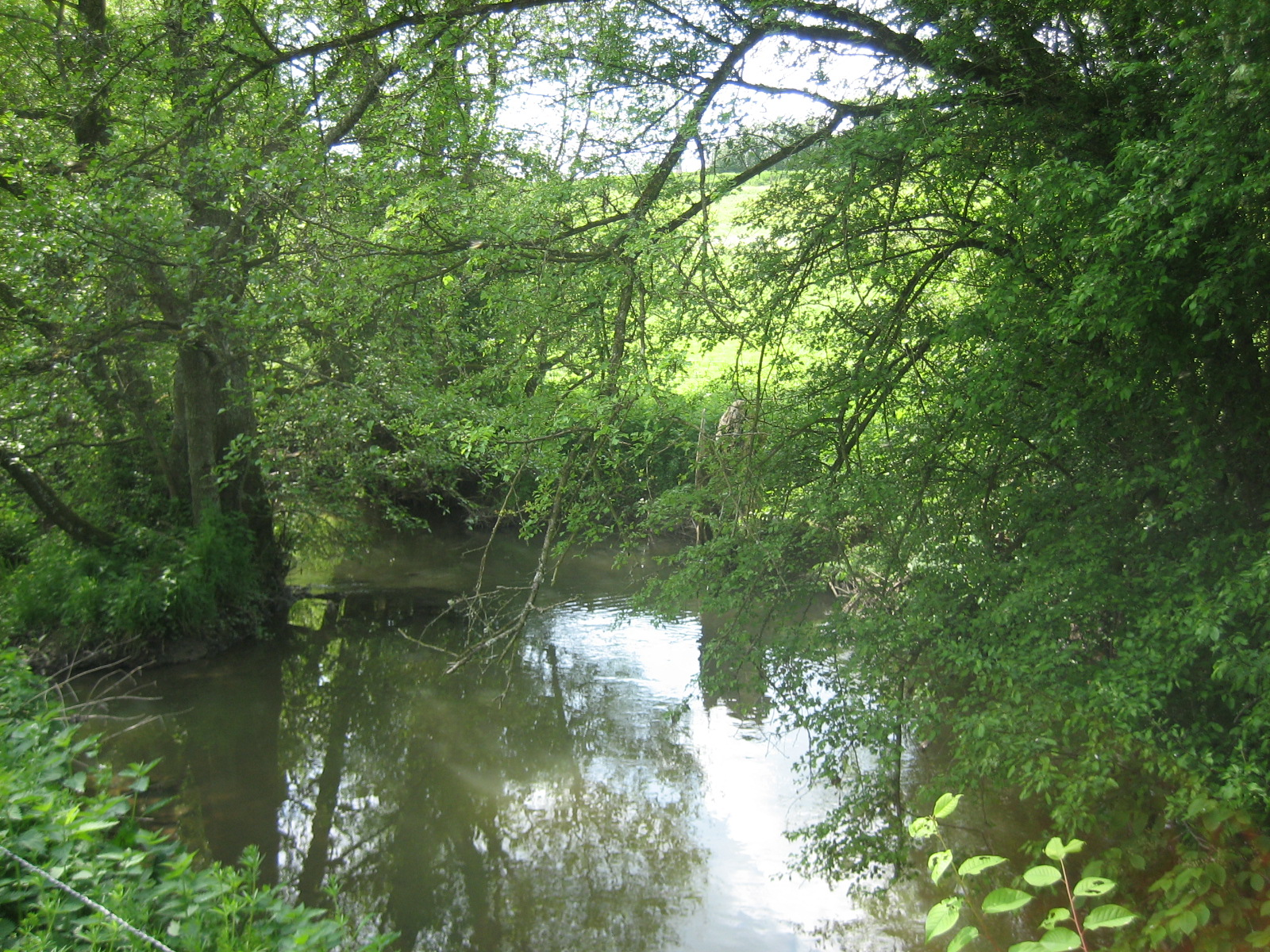
L'Avière.
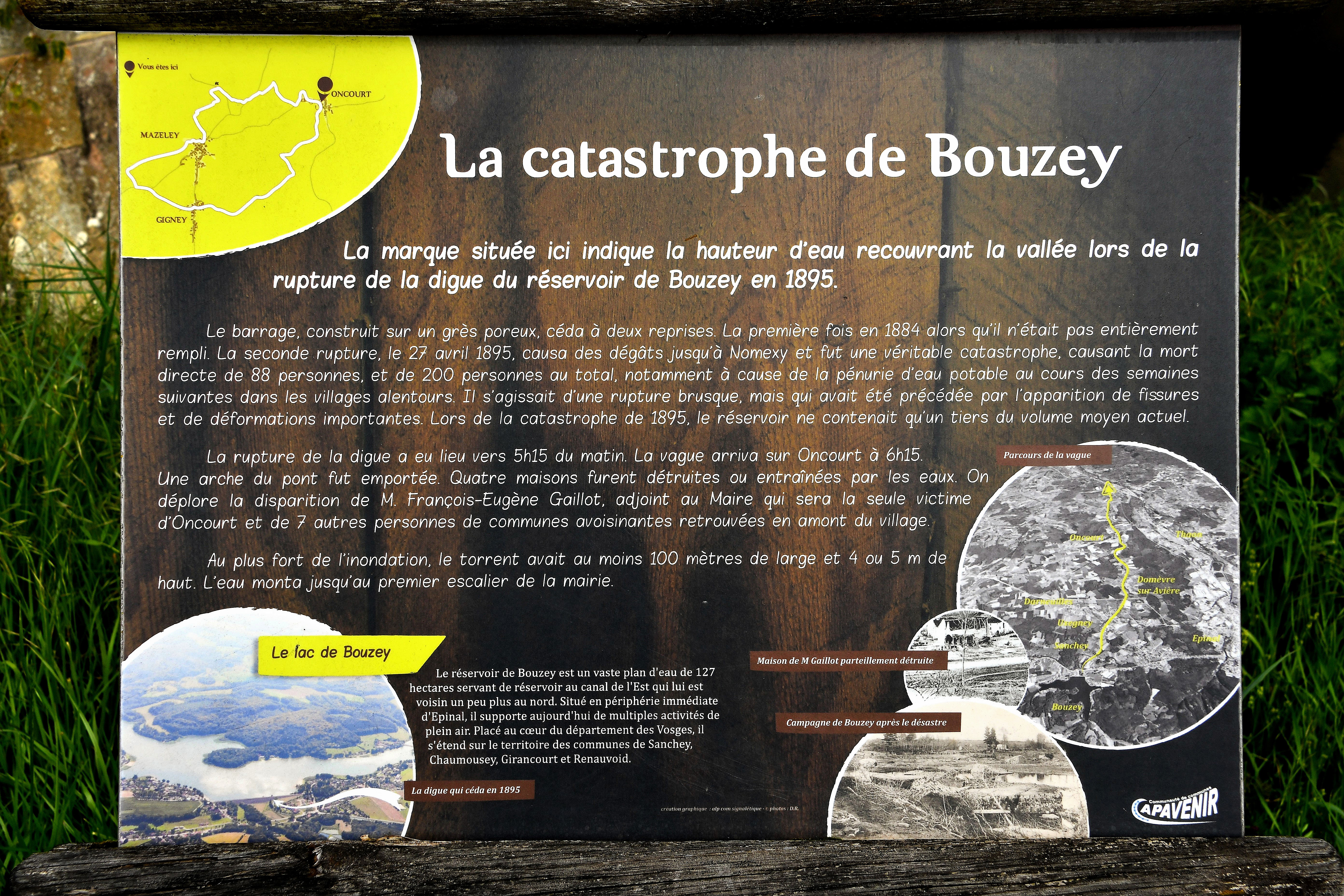
La catastrophe de Bouzey.
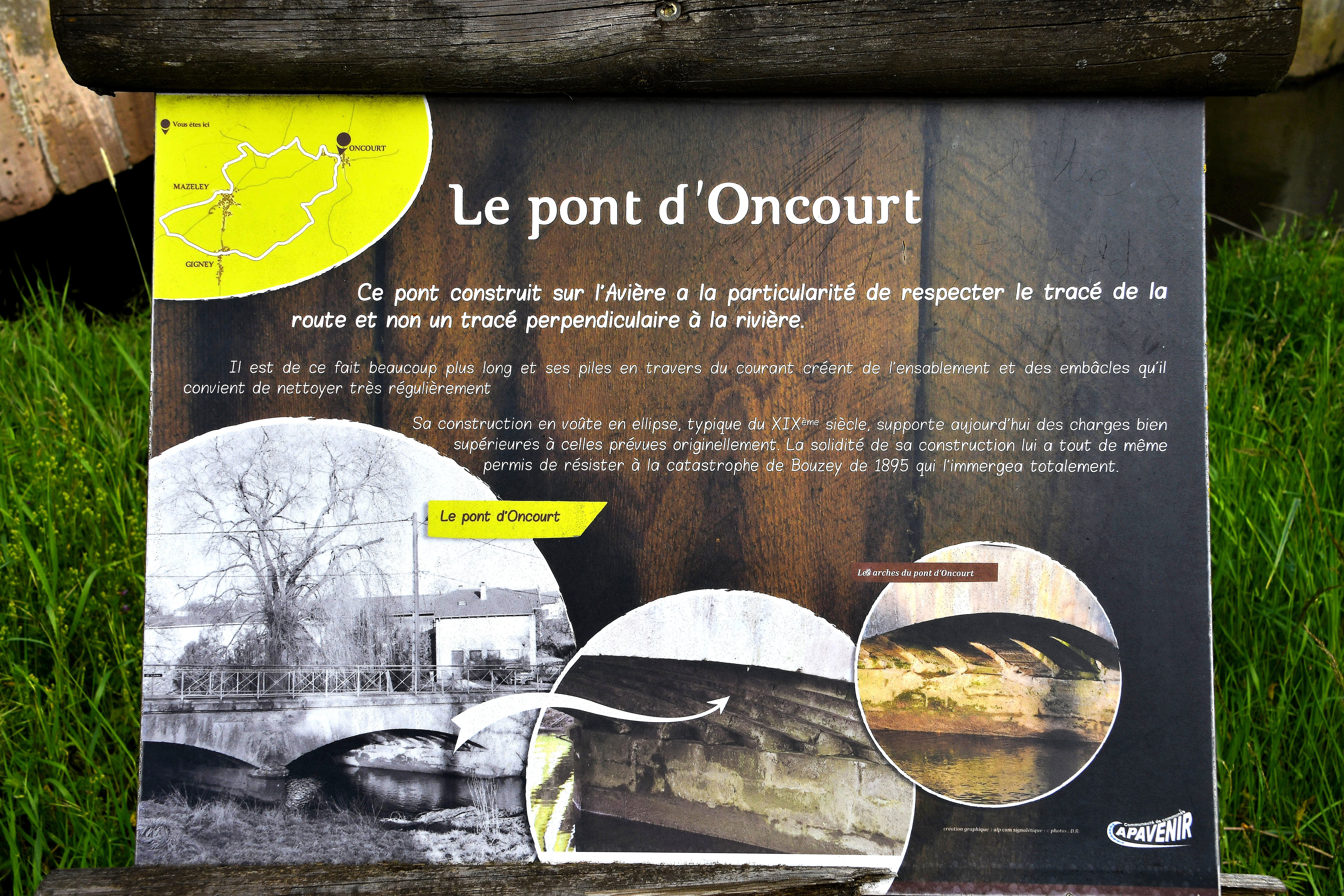
Histoire du pont.
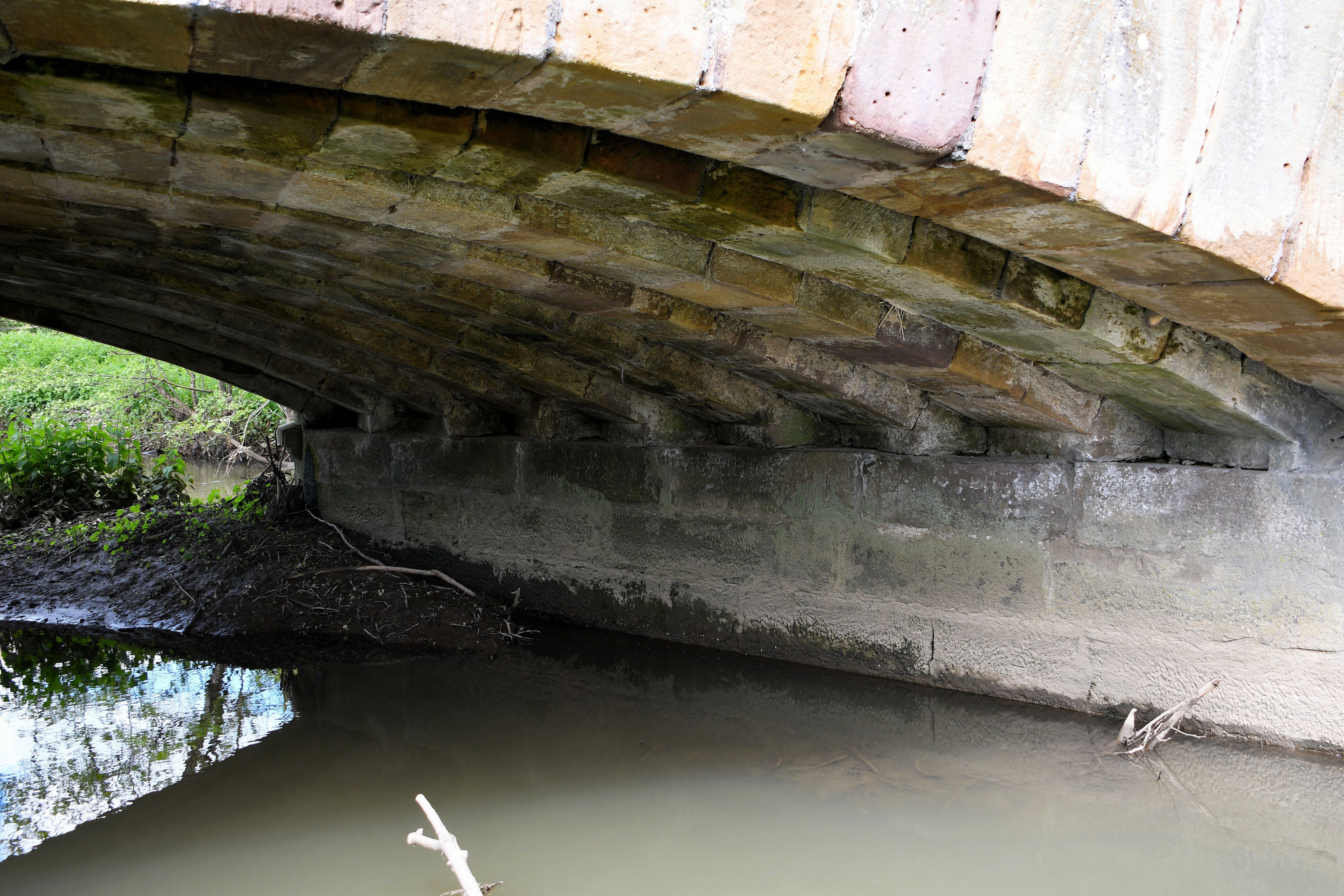
Vue de dessous du pont.

## Politique et administration
| Période                                  | Période                       | Identité       | Étiquette | Qualité |
| ---------------------------------------- | ----------------------------- | -------------- | --------- | ------- |
| Les données manquantes sont à compléter. |                               |                |           |         |
|                                          |                               | paul serrier   |           | chômeur |
| mars 2001                                | En cours (au 18 février 2015) | Jacquis Brunet |           |         |

## Population et société

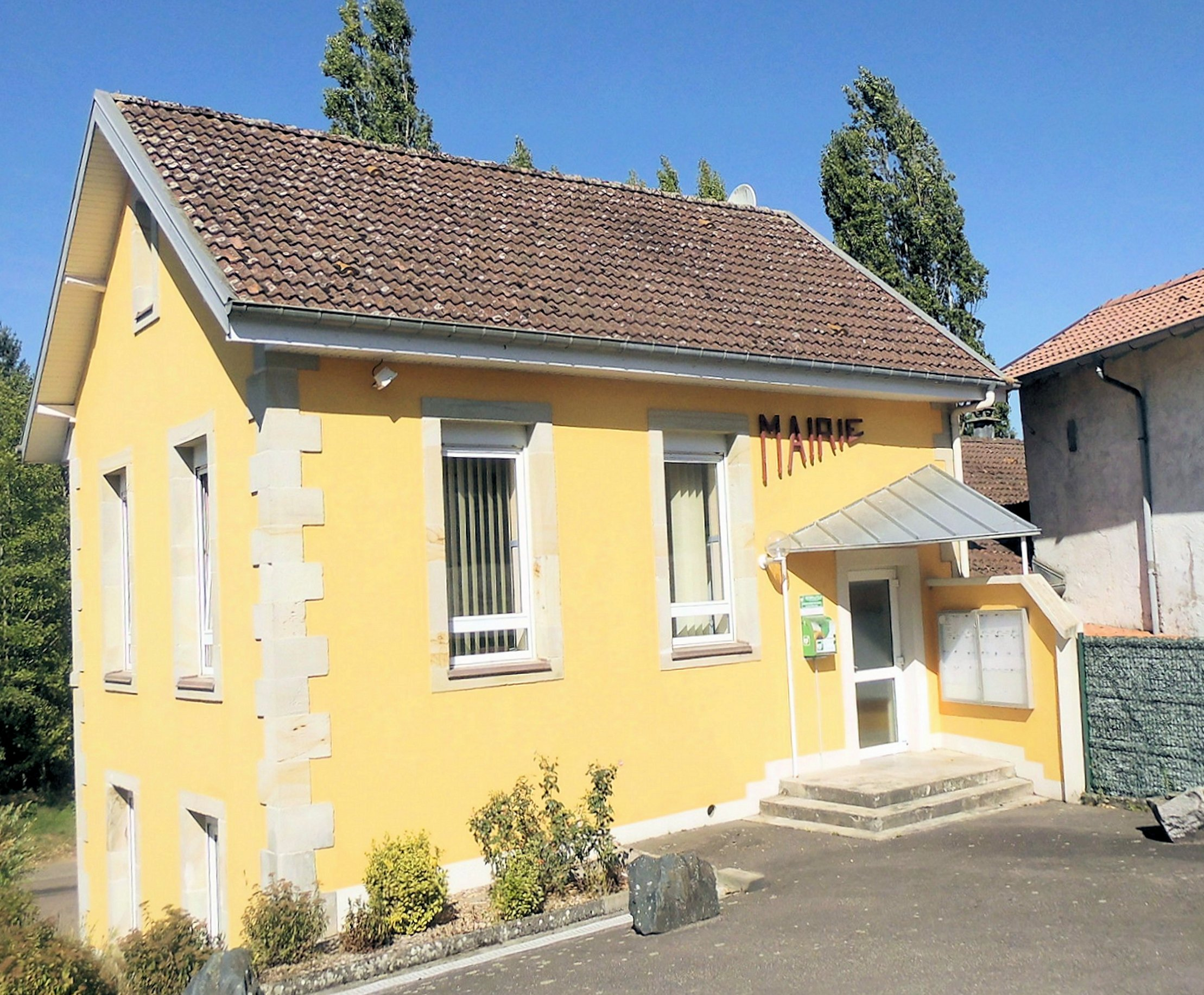
L'ancienne mairie.

### Démographie

#### Évolution démographique
L'évolution du nombre d'habitants est connue à travers les recensements de la population effectués dans la commune depuis 1793. À partir du 1er janvier 2009, les populations légales des communes sont publiées annuellement dans le cadre d'un recensement qui repose désormais sur une collecte d'information annuelle, concernant successivement tous les territoires communaux au cours d'une période de cinq ans. 
Pour les communes de moins de 10 000 habitants, une enquête de recensement portant sur toute la population est réalisée tous les cinq ans, les populations légales des années intermédiaires étant quant à elles estimées par interpolation ou extrapolation. Pour la commune, le premier recensement exhaustif entrant dans le cadre du nouveau dispositif a été réalisé en 2006,.
En 2013, la commune comptait 185 habitants, en évolution de +14,2 % par rapport à 2008 (Vosges : −1,74 %, France hors Mayotte : +2,49 %).
| 1793 | 1800 | 1806 | 1821 | 1831 | 1836 | 1841 | 1846 | 1856 |
| ---- | ---- | ---- | ---- | ---- | ---- | ---- | ---- | ---- |
| 86   | 107  | 95   | 125  | 118  | 142  | 142  | 164  | 157  |

| 1861 | 1866 | 1876 | 1881 | 1886 | 1891 | 1896 | 1901 | 1906 |
| ---- | ---- | ---- | ---- | ---- | ---- | ---- | ---- | ---- |
| 169  | 175  | 145  | 165  | 152  | 145  | 124  | 150  | 161  |

| 1911 | 1921 | 1926 | 1931 | 1936 | 1946 | 1954 | 1962 | 1968 |
| ---- | ---- | ---- | ---- | ---- | ---- | ---- | ---- | ---- |
| 164  | 154  | 131  | 126  | 110  | 102  | 95   | 101  | 107  |

| 1975 | 1982 | 1990 | 1999 | 2006 | 2011 | 2013 | - | - |
| ---- | ---- | ---- | ---- | ---- | ---- | ---- | - | - |
| 84   | 111  | 123  | 139  | 161  | 182  | 185  | - | - |

## Personnalités liées à la commune
- Laurent Mariotte, animateur de télévision (Canal J puis TF1), a vécu à Oncourt pendant une partie de son enfance et de son adolescence.

## Pour approfondir